# Municipio de Winfield (Indiana)
El municipio de Winfield (en inglés, Winfield Township) es un municipio del condado de Lake, Indiana, Estados Unidos. Tiene una población estimada, a mediados de 2021, de 13 192 habitantes.

## Geografía
Según la Oficina del Censo de los Estados Unidos, tiene una superficie total de 64.9 km², de la cual 64.1 km² corresponden a tierra firme y 0.8 km² son agua.

## Demografía
Según el censo de 2020, en ese momento había 12 927 personas residiendo en la zona. La densidad de población era de 202 hab./km². El 80.03% de los habitantes eran blancos, el 4.46% eran afroamericanos, el 0.48% eran amerindios, el 2.19% eran asiáticos, el 0.05% eran isleños del Pacífico, el 2.86% eran de otras razas y el 9.93% eran de una mezcla de razas. Del total de la población, el 12.53% eran hispanos o latinos de cualquier raza.